# Fraps
Fraps (отримано зі словосполучення англ. frames per second, укр. кадри в секунду) — програмне забезпечення для операційної системи Microsoft Windows, призначене для підрахунку кількості FPS, створення скриншотів та запису екрану (використовуючи DirectX і OpenGL).

## Історія
Починаючи з версії 3.5.0, Fraps має можливість зберігати весь сеанс в одному величезному відеофайлі. До цього оновлення весь відзнятий матеріал Fraps був розділений на 4 ГБ, і розділені файли повинні були бути об'єднані на етапі перекодування. Однак, для забезпечення зворотної сумісності та обмеження збитків у разі збою, все ще існує опція, яка дозволяє користувачам використовувати старий метод запису для розділення відео. Починаючи з версії 3.0, Fraps підтримує DirectX 11 та Windows 7. Починаючи з версії 3.5.0, мінімальні системні вимоги змінилися. Для роботи Fraps потрібен процесор з інструкціями SSE2 (Pentium 4 і вище) і Windows XP або новішої версії. Fraps не оновлювався з 26 лютого 2013 року, а термін дії торгової марки на Fraps закінчився 19 травня 2017 року, залишаючи відкритим питання, чи був Fraps покинутий.

## Опис
Fraps — це комерційне програмне забезпечення, а безкоштовно його можна використовувати тільки з обмеженням на 30-секундний запис екрану та водяним знаком на готовому відео.
Програма записує відео з високою роздільною здатністю, якщо комп'ютер досить потужний. Максимальна підтримувана роздільна здатність — 7680 × 4800.
Однак, програма має суттєві недоліки. Найголовніший з них — це велике споживання ресурсів комп'ютера. Так, наприклад, файл тривалістю 10 — 15 секунд може досягати обсягу близько 100 мегабайт і більше (залежить від налаштувань якості відео).
З 26 лютого 2013 року Fraps не оновлювався, а торгова марка на Fraps закінчилася 19 травня 2017 року, залишаючи відкритим питання, чи відмовилися розробники від своєї програми.